# Legio II Flavia Constantia
Legio II Flavia Constantia (II Флавіїв Констанціїв легіон) — римський легіон часів пізньої імперії. Інша назва Legio II Flavia Constantia Thebaeorum. Деякий час діяв на початку Візантійської імперії.

## Історія
Створено у 296 році імператором Діоклетіаном (разом з Legio I Maximiana). Отримав назву на честь тогочасного цезаря Констанція Хлора, який 296 року переміг узурпатора Аллекта та повернув Британію під контроль Риму.
У 298 році разом з Legio I Maximiana спрямовано до новоутвореної провінції Фіваїда (частина колишньої провінції Єгипет), де легіонери займалися зміцненням частини м. Фіви (сучасний Луксор). Він підпорядковувався дуксу Фіваїди.
В часи Костянтина I переведено до м. Куси (сучасне м.Ель-Кусія), де він перебував до початку V століття. Частину легіону як комітати (важку піхоту) переведено до провінції Єгипет Юпітерів (гирло Нила). За Феодосія I вони втратили статус комітатів й як лімітанів їх відправлено до провінції Македонія, а згодом розміщено як залогу в м. Фессалоніки.
Основна частина легіону підпорядковувалося коміту, якого призначав magister militum per Orientum (військовий командувач Сходу). Завдання легіону полягало у захисті південних кордонів імперії в Єгипті. Існував за часів ранньої Візантійської імперії. На думку більшості дослідників цей легіон було знищено під час захоплення Єгипту персами у 619 році.